# Svarttjärnen (Linde socken, Västmanland, 662076-145511)
Svarttjärnen är en sjö i Lindesbergs kommun i Västmanland och ingår i Norrströms huvudavrinningsområde.